# Regiony České republiky (výstava)
Regiony České republiky je název výstavy, která se zaměřuje na cestovní ruch po České republice. Výstava se každoročně koná na výstavišti v Lysé nad Labem již od roku 2001. Vystavují na ni města, obce, mikroregiony a informační centra, která prostřednictvím letáků a dalších propagačních materiálů zvou návštěvníky do svého regionu. Výstava se koná v době konání výstavy Elegance zaměřené na prodej textilu a veletrhu Narcis, na kterém se vystavují jarní cibuloviny.

## Galerie

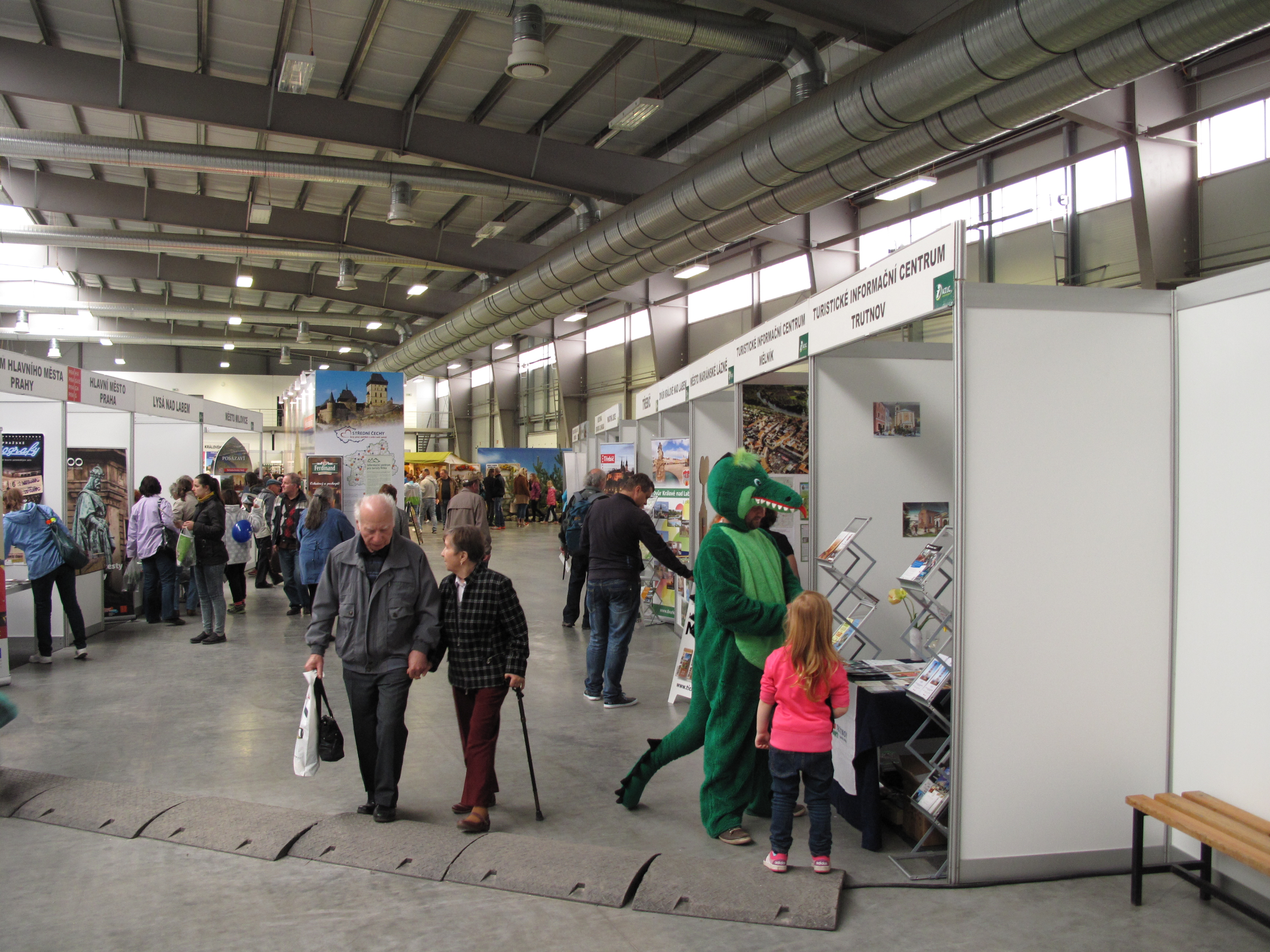
Stánky a návštěvníci
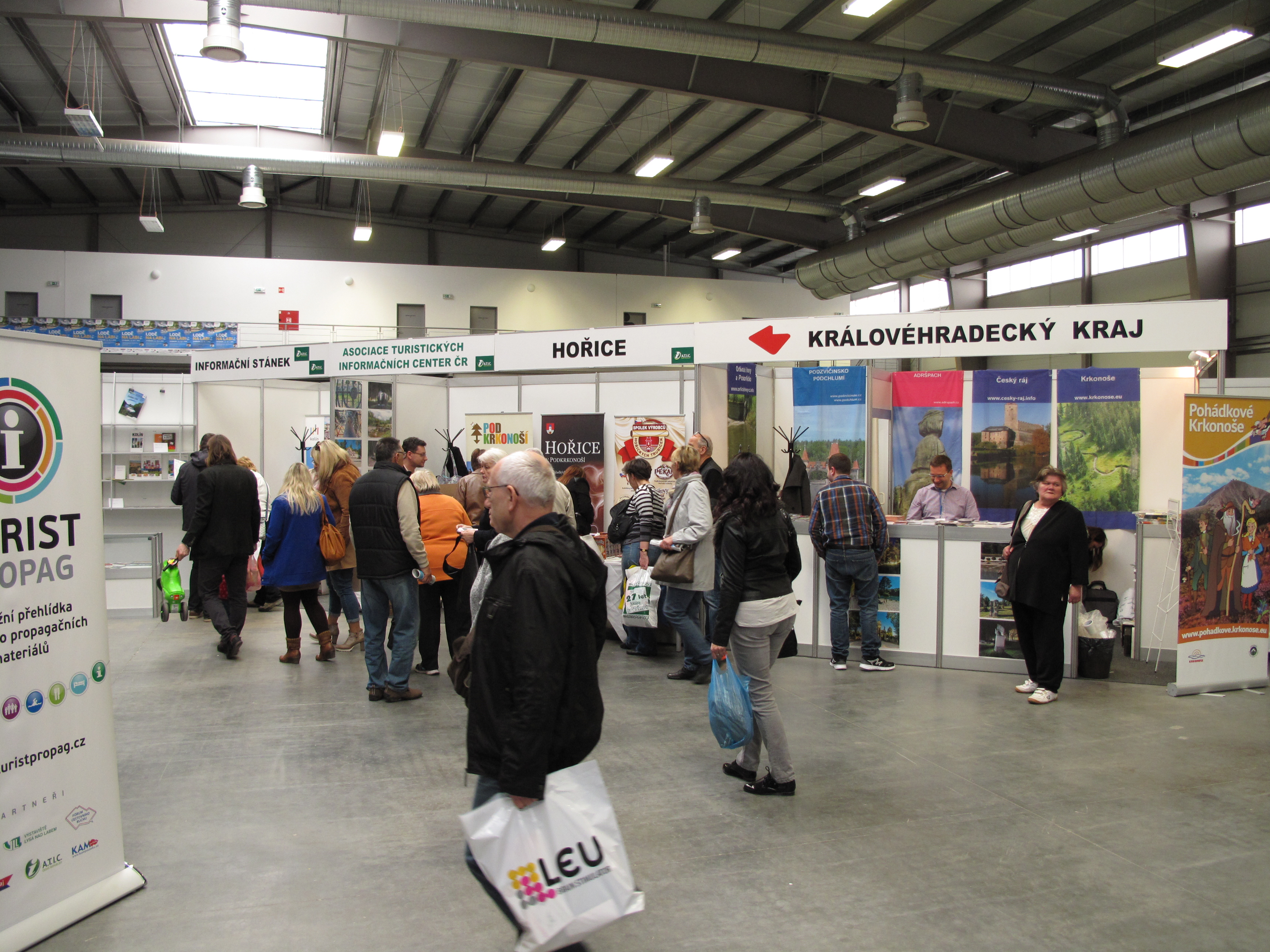
Stánky
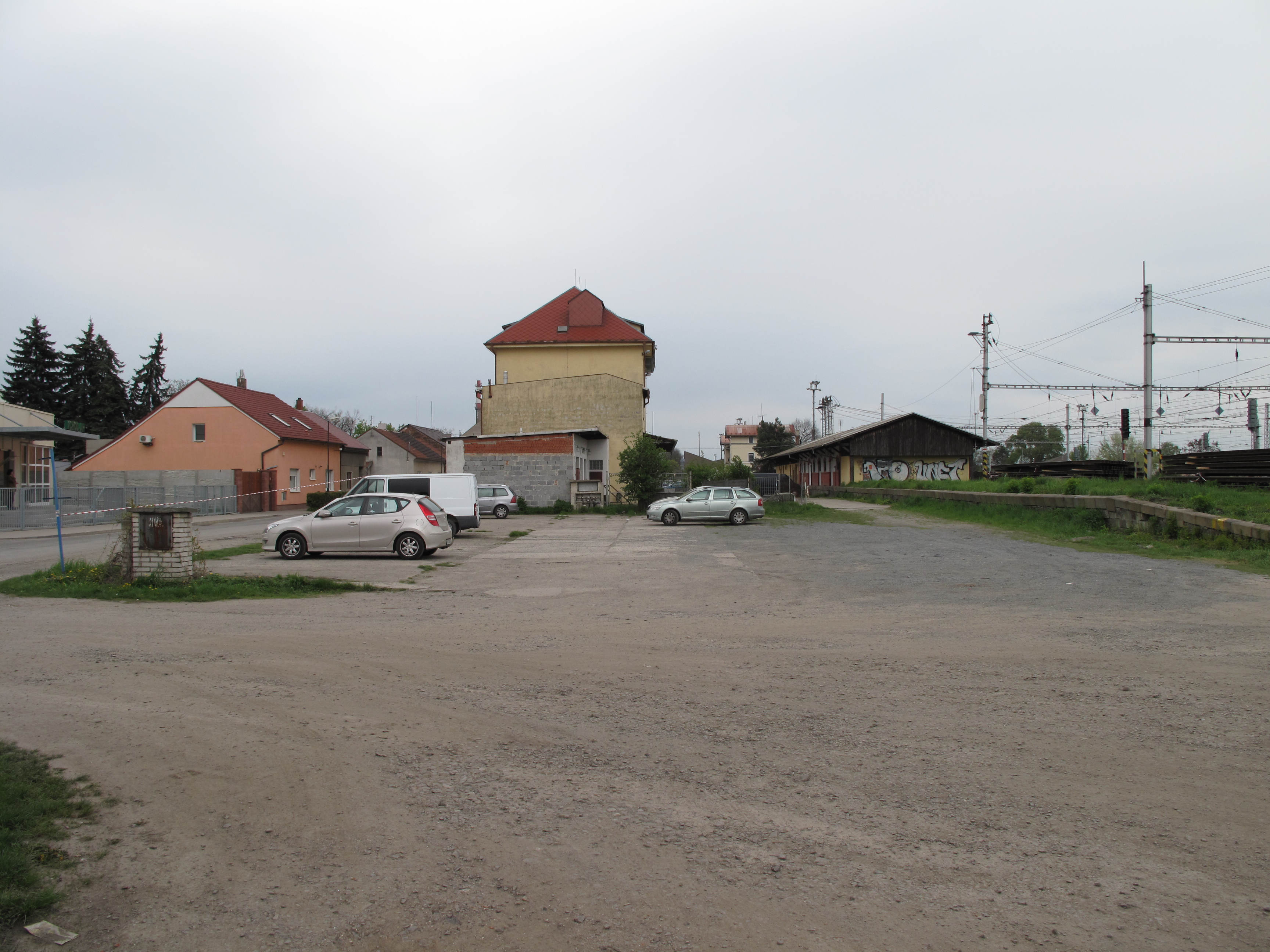
Parkování pro návštěvníky